# Anarkali Disco Chali
Anarkali Disco Chali è un brano musicale del film di Bollywood Housefull 2, cantato da Mamta Sharma e Sukhwinder Singh, con musiche Sajid-Wajid.